# Вторая попытка Виктора Крохина
«Вторая попытка Виктора Крохина» — советский полнометражный цветной художественный фильм, поставленный на Киностудии «Ленфильм» в 1977 году режиссёром Игорем Шешуковым.

## Сюжет
Во время авиаперелёта герой фильма, боксёр-чемпион, вспоминает свой жизненный путь. Детство героя пришлось на первые послевоенные годы. Он рос без отца, мать была занята работой, старший брат в тюрьме, с новоявленным отчимом отношения не сложились, и мальчишка воспитывался на улице. Там он научился драться, и это привело его на боксёрский ринг. Со временем упрямый уличный мальчишка стал чемпионом Европы.

## История создания
После создания фильм был «положен на полку». Вышел в прокат в 1987 году.
Владимир Высоцкий написал для фильма песню «Баллада о детстве», но, по словам Эдуарда Володарского, не соглашался на купюры, и поэтому песня не вошла в фильм. Кроме того, Высоцкий пробовался на роль Степана, которую в итоге сыграл Олег Борисов. Сохранилась кинопроба, где он поёт песню «Полчаса до атаки».

## В главных ролях
- Людмила Гурченко — Люба, мать Виктора
- Николай Рыбников — Фёдор Иванович, отчим Виктора
- Олег Борисов — Степан Егорович
- Саша Харашкевич — Виктор Крохин в 9 лет
- Витя Полуэктов — Виктор Крохин в 13 лет
- Михаил Терентьев — Виктор Крохин в 25 лет

## В ролях
- Антонина Богданова — бабушка Виктора
- Александр Пашутин — Сергей Андреевич
- Иван Бортник — Борис Крохин, брат Виктора
- Владимир Заманский — Станислав Александрович
- Виктор Васин — Волков, тренер по боксу (озвучил Игорь Ефимов)
- Геннадий Фролов — Вениамин Петрович
- Леонид Дьячков — Потепалов

## Съёмочная группа
- Сценарий — Эдуарда Володарского
- Режиссёр-постановщик — Игорь Шешуков
- Главный оператор — Владимир Бурыкин
- Главный художник — Михаил Герасимов
- Композитор — Вадим Биберган
- Текст песни — Игоря Шаферана
- Владимир Высоцкий — «Песня о давно минувших временах»